# Gadilingdhalli, Chincholi
Gadilingdhalli là một làng thuộc tehsil Chincholi, huyện Gulbarga, bang Karnataka, Ấn Độ.